# Xará
Igor de Mello Alves, mais conhecido como Xará (Campinho, Rio de Janeiro, 1979), é um rapper brasileiro. 

## Biografia

### Carreira
Xará tem a atenção voltada para a música desde a infância. Aos 12 anos, ganhou uma bateria do seu pai e foi fazer aulas em uma igreja em Cascadura. Lá, aprendeu a ler partituras, e, em sua casa, tocava sozinho as músicas que tirava de ouvido. Ele conheceu o rap aos 16 anos, durante a febre de skate de Madureira. Logo trocou a bateria pelos tutoriais de produção de Cakewalk para tentar fazer algo parecido com o que ouvia no programa Yo! da MTV Brasil.
Com 17 anos fez suas primeiras composições. Algumas músicas vazaram no Napster, e foi desse jeito que MC Marechal conheceu Xará. Mais tarde os dois, junto com Shawlin, De Leve e outros formariam o coletivo Quinto Andar. Após o grupo se dissolver, em 2005, Xará gravou com outro coletivo carioca, o Subsolo. 
Em 2009, Xará ensaiou sua volta com a música "Quem Tu É"  (com participação do produtor Damien Seth), parte integrante do elogiado trabalho "Corpo Fechado Mixtape".
Depois, Xará se dedicou ao projeto do seu primeiro disco solo, Além da Razão, lançado em 2011 pelo selo Blade Rio e que conta com a participação da nova geração do rap nacional, como Emicida, Rashid, MC Marechal e Gutierrez, entre outros.
O disco Além da Razão foi lançado no programa Manos e Minas, da TV Cultura. A faixa "Estação Quinze", que fala sobre as dificuldades vividas por um rapper independente, virou videoclipe, lançado pela internet. Após o lançamento, Xará foi apontado com uma das promessas do rap para aquele ano. 
Ainda em 2011, Xará participou da campanha publicitária "É possível", da Nike, junto com Emicida, Pixote e outros artistas e atletas patrocinados pela empresa. No mesmo ano, participou da apresentação do rapper Emicida no Estúdio Oi Novo Som, cantando a música "Olha pros neguinho".
Em outubro de 2011 Xará fez show de lançamento do disco Além da Razão na Fundição Progresso, no centro do Rio de Janeiro. Depois lançou o disco em Curitiba. 
Em fevereiro de 2012, Xará participou das gravações do então novo disco do DJ Revolution, conhecido como "King of the Decks" .  Em março de 2012, o videoclipe "Estação Quinze" entrou na programação da MTV Brasil . Em 30 de abril de 2012, Xará lançou seu disco em Florianópolis (SC). 

### Influências musicais
Algumas referências musicais do Rapper Xará são: Chico Buarque, Racionais MC's, Thaíde, Bebeto, Common, Marvin Gaye, Nirvana, Led Zeppelin, The Notorious B.I.G., Tupac, N.W.A, The Police, Jorge Ben Jor, Tim Maia, Cassiano, Afrika Bambaataa, John Coltrane, Tony Tornado, Beastie Boys, Miles Davis, Charles Mingus, Cartola, Luiz Carlos da Vila, Paulinho da Viola, Gonzaguinha e Geraldo Azevedo.

### Apelido
O apelido veio de tanto Igor chamar os outros por este substantivo, mesmo que não tivessem o mesmo nome que o dele.

## Discografia
- Além da Razão (CD) (2011)
- Corpo Fechado Mixtape (CD - participação) (2009)

## Videoclipes
- Estação Quinze (2010)
- Deixa Eu Dizer (Produzido em 2011, lançado em 2013)
- No Meu Império (2013)
- Noite          (Produzido em 2012, lançado em 2013)